# Lepanthes tridactyla
Lepanthes tridactyla är en orkidéart som beskrevs av Carlyle August Luer. Lepanthes tridactyla ingår i släktet Lepanthes och familjen orkidéer.
Artens utbredningsområde är Ecuador. Inga underarter finns listade i Catalogue of Life.